# Christian Gerhartsreiter
Christian Karl Gerhartsreiter, conocido como Clark Rockefeller, (Siegsdorf, Alemania, 21 de febrero de 1961) es un impostor alemán famoso por asesinar a su arrendador y por hacerse pasar por un miembro de la familia Rockefeller. Hijo de un pintor y una costurera, emigró a Estados Unidos en 1978 a la edad de diecisiete años con una beca para estudiar secundaria como estudiante de intercambio. A principios de los 80 se fue con rumbo a Hollywood. En 1981 se casó en Madison, Wisconsin, para obtener la nacionalidad estadounidense.
Fue condenado por asesinato. A raíz de su caso se ha rodado una película, ¿Quién es Clark Rockefeller?, y se ha escrito un libro, Schroder: A Novel.

## Filmación
- Studio Universal: ¿Quién es Clark Rockerfeller? Archivado el 8 de abril de 2014 en Wayback Machine.